# An American Tail
An American Tail (Un Cuento Americano en Hispanoamérica, El Sueñito Americano en Perú, Fievel: Aventura con Cola en Chile, y Fievel y el Nuevo Mundo en España) es una película animada de 1986, producida por la productora de Steven Spielberg, Amblin Entertainment, y dirigida por Don Bluth. Originalmente distribuida en salas de cine el 21 de noviembre de 1986 en Estados Unidos y el 18 de mayo de 1987 en España, fue la primera película animada producida por Universal Pictures.

## Reparto

### Inglés
| Actor               | Personaje                    |
| ------------------- | ---------------------------- |
| Phillip Glasser     | Fievel Mouskewitz            |
| Dom DeLuise         | Tigre                        |
| John Finnegan       | Warren T. Rat                |
| Amy Green           | Tanya Mouskewitz             |
| Betsy Cathcart      | Tanya Mouskewitz (canciones) |
| Nehemiah Persoff    | Papa Mouskewitz              |
| Erica Yohn          | Mama Mouskewitz              |
| Pat Musick          | Tony Toponi                  |
| Cathianne Blore     | Bridget                      |
| Madeline Kahn       | Gussie Ratonheimer           |
| Sherry Lynn         | Huérfano #2                  |
| Maryanne McGowan    | Huérfana                     |
| Christopher Plummer | Henri                        |
| Lisa Raggio         | Huérfano #1                  |
| Neil Ross           | Honesto Juan                 |
| Will Ryan           | Cinfra                       |
| Hal Smith           | Moe                          |

### Español Hispanoamericano
Doblaje grabado en el estudio Intersound, Inc. (Hollywood, California, EE. UU.)
| Actor                  | Personaje                    |
| ---------------------- | ---------------------------- |
| Laura Bustamante       | Fievel Ratonowitz            |
| Erika Robledo          | Tanya Ratonowitz             |
| Alitzah Weiner         | Tanya Ratonowitz (canciones) |
| Guillermo Romano       | Papa Ratonowitz              |
| Guadalupe Romero       | Mama Ratonowitz              |
| A.C. Peña              | Tigre                        |
| Carlos Stevenson, Jr.  | Tony Toponi                  |
| Marcela Bordes         | Bridget                      |
| Alejandro Abdalah      | Honorio S. Rata              |
| Juan Alfonso Carralero | Gaviota 1                    |
| Javier Pontón          | Gaviota 2, Cinfra            |
| Juan Cuadra            | Moe                          |
| Ignacio Campero        | Henri                        |
| Bárbara Ransom         | Gussie Ratonheimer           |
| Jaime Juan Gil         | Juan el Honesto              |
| Gladys Parra           | Huérfano #1                  |
| Rocío Robledo          | Huérfano #2                  |
| Wendy Elizabeth Torres | Huérfana                     |
| Estudio de Doblaje     | Intersound                   |

Esta versión, con este doblaje, fue también proyectada en Mexico, con el título de Un Cuento Americano.
Esta versión, con este doblaje, fue también proyectada en España, con el título de Fievel y el nuevo mundo.

## Estrenos y títulos en otros idiomas
| \| País \| Título \| Fecha de Estreno \| \| ----------------------- \| --------------------------- \| ------------------------ \| \| Estados Unidos \| An American Tail \| 21 de noviembre de 1986 \| \| Canada \| Fievel et le Nouveau Monde \| 21 de noviembre de 1986 \| \| Australia \| An American Tail \| 26 de diciembre de 1986 \| \| Noruega \| Fievel og den nye Verden \| 31 de diciembre de 1986 \| \| México e Hispanoamérica \| Un Cuento Americano \| 10 de enero de 1987 \| \| Francia \| Fievel et le Nouveau Monde \| 4 de febrero de 1987 \| \| España \| Fievel y el Nuevo Mundo \| 18 de mayo de 1987 \| \| Austria \| Feivel, der Mauswanderer \| 19 de junio de 1987 \| \| Alemania Occidental \| Feivel, der Mauswanderer \| 19 de junio de 1987 \| \| Argentina \| Fievel y el Nuevo Mundo \| 2 de julio de 1987 \| \| Brasil \| Fievel - Um Conto Americano \| 3 de julio de 1987 \| \| Reino Unido \| An American Tail \| 24 de julio de 1987 \| \| Irlanda \| Fievel agus an Domhan Nua \| 3 de julio de 1987 \| \| Japón \| アメリカ物語 \| 1 de agosto de 1987 \| \| Perú \| El Sueñito Americano \| 13 de agosto de 1987 \| \| Uruguay \| Faivel, Un Cuento Americano \| 16 de septiembre de 1987 \| \| Dinamarca \| Rejsen til Amerika \| 16 de octubre de 1987 \| \| Finlandia \| Fievel matkalla Amerikkaan \| 11 de diciembre de 1987 \| \| Suecia \| Resan till Amerika \| 11 de diciembre de 1987 \| \| Portugal \| Fievel e o Novo Mundo \| 18 de diciembre de 1987 \| \| Italia \| Fievel sbarca in America \| 22 de diciembre de 1987 \| |                             |                          |
| País | Título                      | Fecha de Estreno         |
| Estados Unidos | An American Tail            | 21 de noviembre de 1986  |
| Canada | Fievel et le Nouveau Monde  | 21 de noviembre de 1986  |
| Australia | An American Tail            | 26 de diciembre de 1986  |
| Noruega | Fievel og den nye Verden    | 31 de diciembre de 1986  |
| México e Hispanoamérica | Un Cuento Americano         | 10 de enero de 1987      |
| Francia | Fievel et le Nouveau Monde  | 4 de febrero de 1987     |
| España | Fievel y el Nuevo Mundo     | 18 de mayo de 1987       |
| Austria | Feivel, der Mauswanderer    | 19 de junio de 1987      |
| Alemania Occidental | Feivel, der Mauswanderer    | 19 de junio de 1987      |
| Argentina | Fievel y el Nuevo Mundo     | 2 de julio de 1987       |
| Brasil | Fievel - Um Conto Americano | 3 de julio de 1987       |
| Reino Unido | An American Tail            | 24 de julio de 1987      |
| Irlanda | Fievel agus an Domhan Nua   | 3 de julio de 1987       |
| Japón | アメリカ物語                | 1 de agosto de 1987      |
| Perú | El Sueñito Americano        | 13 de agosto de 1987     |
| Uruguay | Faivel, Un Cuento Americano | 16 de septiembre de 1987 |
| Dinamarca | Rejsen til Amerika          | 16 de octubre de 1987    |
| Finlandia | Fievel matkalla Amerikkaan  | 11 de diciembre de 1987  |
| Suecia | Resan till Amerika          | 11 de diciembre de 1987  |
| Portugal | Fievel e o Novo Mundo       | 18 de diciembre de 1987  |
| Italia | Fievel sbarca in America    | 22 de diciembre de 1987  |

## Premios y nominaciones
| Premio               | Categoría        | Persona                                                            | Resultado |
| -------------------- | ---------------- | ------------------------------------------------------------------ | --------- |
| Premios Óscar        | canción original | James Horner (música), Barry Mann (música) y Cynthia Weil (letras) | Nominada  |
| Premios Globo de Oro | canción original | James Horner (música), Barry Mann (música) y Cynthia Weil (letras) | Nominada  |